# 景新宮
25°04′15″N 121°31′45″E / 25.070876°N 121.529156°E
景新宮位於台灣台北市濱江街，為主祀土地公之道教廟宇。該廟宇興建於1981年，為位於台北中山區的現代建築廟宇。另外，該廟宇的組織型態為管理人制，祭典日期則是每年農曆之二月初二。